# Seznam pornoigralcev
Seznam porno zvezd.

## A
Asa Akira, Paizley Adams,
Sunrise Adams,
Tracey Adams,
Rose Agree,
Aja,
Monique Alexander,
Brandy Alexandre,
Alicia Alighatti,
Cumisha Amado,
Alexis Amore,
Amy Reid,
Juliet Anderson,
Rikki Anderson,
Kami Andrews,
Angel BBW,
Ayana Angel,
Joanna Angel,
Eva Angelina,
Julia Ann,
Tammi Ann,
Azlea Antistia,
Davia Ardell,
Amber Arend,
Miss Arroyo,
Danni Ashe,
Brooke Ashley,
Kaitlyn Ashley,
Melissa Ashley ,
Juli Ashton,
Charlene Aspen,
Ebony Ayes,
Rachel Aziani

## B
Bamboo ,
Briana Banks,
Lanny Barbie,
Kandi Barbour,
Candy Barr,
Kristara Barrington,
Tia Bella,
Belladonna,
Nikki Benz,
Anna Bergman,
Bianca Biaggi,
Brooke Biggs,
Penelope Black Diamond,
Sabrina Bliss,
Alektra Blue,
Anastasia Blue,
Ashley Blue,
Brittany Blue,
Vanessa Blue,
Violet Blue,
Holly Body,
Jezebelle Bond,
Julia Bond,
Rene Bond,
Brandy Bosworth,
Leslie Bovee,
Erica Boyer,
Mandy Bright,
Brittany Andrews,
Jamie Brooks,
Erin Brown,
Robin Byrd,
Jasmine Byrne

## C
Erica Campbell,
Christy Canyon,
Jesse Capelli,
Mary Carey,
Greta Carlson,
Asia Carrera,
Gina Carrera,
Tabatha Cash,
Celeste ,
Kim Chambers,
Marilyn Chambers,
Charlie ,
Nikki Charm,
Chelsea Charms,
Vanessa Chase,
Allysin Chaynes,
Cherie ,
Cherish & Cali,
Cherokee ,
Nena Cherry,
Chloe ,
Kyla Cole,
Careena Collins,
Carol Connors ,
Angelica Costello,
Desireé Cousteau,
Jana Cova,
Monique Covét,
Calli Cox,
Sindee Coxx,
Darla Crane,
Cindy Crawford ,
Annie Cruz,
Crystal Breeze,
Carol Cummings,
Rebecca Cummings,
Summer Cummings,
Courtney Cummz,
Crissy Cums,
Cytherea

## D
Kikki Daire,
Alex Dane,
Tanya Danielle,
Stormy Daniels,
Barbara Dare,
Jessica Darlin,
Racquel Darrian,
Deven Davis,
Misty Dawn,
Krystal de Boor,
Lisa De Leeuw,
Jewel De'Nyle,
Angela DeAngelo,
Monique DeMoan,
Devin DeRay,
Alexis DeVell,
Jessica Dee,
Vanessa del Rio,
Nikita Denise,
Tricia Devereaux,
Angela Devi,
Ava Devine,
Diana Devoe,
Devon ,
Nikki Dial,
Debi Diamond,
Simony Diamond,
Uschi Digard,
Chloe Dior,
Teri Diver,
Stacey Donovan,
Jessica Drake,
Donita Dunes,
Lacey Duvalle

## E
Alaura Eden,
Bobbi Eden,
Zsanett Égerházi,
Kelly Erikson,
Kim Eternity,
Alana Evans,
Candie Evans,
Sophie Evans

## F
Angella Faith,
Tyler Faith,
Felecia,
Lolo Ferrari,
Nina Ferrari,
Sana Fey,
Jeanna Fine,
Jada Fire,
Kimberly Fisher,
Flame,
Penny Flame,
April Flowers,
Marie Forså,
Samantha Fox,
Jaimee Foxworth,
Kitty Foxx,
Leanna Foxxx,
Shyla Foxxx,
Nikki Fritz,
Kate Frost

## G
Julia Garvey,
Gauge ,
Laura Gemser,
Ashlyn Gere,
Aria Giovanni,
Katie Gold,
Shauna Grant,
Dahlia Grey,
Barbie Griffin

## H
Sarah Jane Hamilton,
Tanya Hansen,
Liza Harper,
Susan Hart,
T. J. Hart,
Veronica Hart,
Nina Hartley,
Haven ,
Annette Haven,
Carmen Haze,
Taylor Hayes ,
Autumn Haze,
Jenna Haze,
Leanna Heart,
Tera Heart,
Lene Hefner,
Melissa Hill,
Deidre Holland,
Taylor Rain,
Audrey Hollander,
Holly Landers,
Extreme Holly,
Tiffany Hopkins,
Jade Hsu,
Brooke Hunter,
Heather Hunter

## J
Janet Jacme,
Melanie Jagger,
Casey James,
Jassie James,
Jessie James,
Jenna Jameson,
Jesse Jane,
Sara Jay,
Audree Jaymes,
Jessica Jaymes,
Jazmin,
Jelena Jensen,
Tove Jensen,
Ron Jeremy,
Dina Jewel,
Justine Joli,
Jenaveve Jolie

## K
Anjali Kara,
Katja Kassin,
Kat ,
Katsumi,
Kaylynn,
Katja K,
Keisha,
Jill Kelly,
Bridgette Kerkove,
Alisha Klass,
Kayla Kleevage,
Nikki Knights

## L
Shayla LaVeaux,
Tory Lane,
Vanessa Lane,
Dyanna Lauren,
Melissa Lauren,
Eve Laurence,
Dorothy LeMay,
Leah Luv,
Lillian Lee,
Sunny Leone,
Aylar Lie,
Janine Lindemulder,
Lisa Lipps,
Lola Lane,
Sky Lopez,
Traci Lords,
Trinity Loren,
Lorissa McComas,
Lexi Love,
Shy Love,
Linda Lovelace,
Jennifer Luv,
Amber Lynn,
Ginger Lynn,
Porsche Lynn

## M
Adriana Málková,
Anna Malle,
Jade Marcela,
Daisy Marie,
Kelle Marie,
Lexie Marie,
Melody Sweet or Max,
Mysti May,
Shanna McCullough,
Minka,
Mistress Yvette,
Audra Mitchell,
Blake Mitchell,
Bridgette Monet,
Missy Monroe,
Myah Monroe,
Sophie Moone,
Maxi Mounds,
Misty Mundae,
Ayano Murasaki,
Kristi Myst

## N
Kitten Natividad,
Elena Nikulina,
Nomi ,
Ava Nova,
Nikki Nova,
Nadia Nyce

## O
O-Pearl,
Obsession

## P
Haley Paige,
Victoria Paris,
Tera Patrick,
Amber Peach,
Lauren Phoenix,
Teagan Presley,

## R
Verónica Rodríguez, Alexa Rae,
Taija Rae,
Amber Rain,
Cherry Rain,
Tiffany Rayne,
Sammie Rhodes,
Daphne Rosen,
Lara Roxx,
Roxy ,
Daniella Rush,
Tania Russof,
Ryan Conner,

## S
Keri Sable,
Bonita Saint,
Olivia Saint,
Silvia Saint,
Candy Samples,
Savannah ,
Hillary Scott,
Blair Segal,
Serenity ,
Nicole Sheridan,
Sandra Shine,
Shay Sights,
Alexis Silver,
Selena Silver,
Dominique Simone,
Brittney Skye,
Aurora Snow,
Ilona Staller,
Judy Star,
Marylin Star,
Krystal Steal,
Selena Steele,
Sydnee Steele,
Madison Stone,
Charlie Style,
Shyla Stylez,
Cyndee Summers,
Terri Summers,
Aimee Sweet,
Monica Sweetheart
Vivian Schmitt

## T
Kobe Tai,
Mika Tan,
Sunset Thomas,
Taryn Thomas,
Tiffany Towers,
Flower Tucci,
Nikki Tyler

## V
Inari Vachs,
Tímea Vágvölgyi,
Dora Venter,
Vicky Vette,
Vicca

## W
Taylor Wane,
Tori Welles,
Zara Whites,
Gina Wild,
Rebecca Wild,
Kiko Wu,
Linda Wong,
Dani Woodward,
Tyla Wynn

## Y
Aliyah Yi

## Z
Lezley Zen